# (7755) Haute-Provence
(7755) Haute-Provence (1989 YO5) – planetoida z pasa głównego asteroid okrążająca Słońce w ciągu 5 lat i 218 dni w średniej odległości 3,15 j.a. Odkryta 28 grudnia 1989 roku.